# Cecil Parkinson
Cecil Edward Parkinson, Baron Parkinson, PC (* 1. September 1931 in Carnforth, Lancashire; † 22. Januar 2016) war ein britischer konservativer Politiker. Als Verkehrsminister trat er 1990 zurück, als Margaret Thatcher aus dem Amt schied.

## Werdegang
Cecil Parkinson wurde 1931 in einfachen Verhältnissen als Sohn eines Eisenbahners  geboren; er besuchte die Lancaster Royal Grammar School in Lancaster. 1970 wurde er für Enfield West in das House of Commons gewählt. 1974 zog er in den Wahlkreis South Hertfordshire um. Nach der Wahl 1979 wurde er Junior Trade Minister. Im September 1981 wurde er Vorsitzender der Conservative Party und erhielt einen Sitz im Kabinett Thatcher I. Von 1981 bis 1983 war er Paymaster General, von 1982 bis 1983 Chancellor of the Duchy of Lancaster.
Bei der Wahl 1983 führte er einen sehr erfolgreichen Wahlkampf und wurde hierfür zum Minister für Handel und Industrie ernannt, musste jedoch im Oktober 1983 zurücktreten, nachdem bekannt wurde, dass er in einer Beziehung mit seiner Sekretärin Sara Keays eine Tochter gezeugt hatte. 1993 erreichte er jedoch durch eine einstweilige Verfügung, dass die Medien den Namen seiner Tochter nicht mehr nennen dürfen. Das Kind litt unter Autismus und musste im Alter von vier Jahren an einem Gehirntumor operiert werden. Am 18. Geburtstag des Kindes wurde bekannt, dass Parkinson das Kind nie gesehen oder auch nur eine Geburtstagskarte geschrieben hatte.
1987 wurde Cecil Parkinson Minister für Energie und im Jahr 1989 Verkehrsminister. Er trat zurück, als Margaret Thatcher aus dem Amt schied.
Nach den Wahlen 1992 wurde er zum Baron Parkinson, of Carnforth in the County of Lancashire erhoben. 1997 wurde er noch einmal zum Vorsitzenden der Conservative Party gewählt, zog sich aber 1998 aus der Politik zurück. Später war er aber stellvertretender Vorsitzender der Conservative Way Forward Gruppe innerhalb der Partei. Von seiner Erhebung zum Life Peer 1992 bis zu seinem freiwilligen Rücktritt am 14. September 2015 war Parkinson Mitglied des House of Lords.